# Juurikkajärvi (sjö i Finland, Lappland)
Juurikkajärvi är en sjö i Finland. Den ligger i kommunen Ranua i landskapet Lappland, i den norra delen av landet, 600 km norr om huvudstaden Helsingfors. Juurikkajärvi ligger 183,2 meter över havet. Arean är 33,3 hektar och strandlinjen är 2,91 kilometer lång. Sjön  ingår i Ijo älvs huvudavrinningsområde. 